# Bindorffer Györgyi
Bindorffer Györgyi (Budapest, 1953. június 2. –) szociológus, kulturális antropológus, kisebbségkutató, egyetemi oktató.

## Életpályája
Szentendrei pedagóguscsaládból származik, édesanyja és édesapja is tanár volt. Maga is hosszú ideig a városban lakott. Az érettségi után elvégezte a Külkereskedelmi Főiskolát, angol és német felsőfokú nyelvvizsgát tett, majd az ELTE Bölcsészettudományi Karon kulturális antropológiából szerzett diplomát (1994). 1993-tól antropológiai terepmunkát végzett Dunabogdányban. Az ELTE Szociológiai Doktori Programjának keretében védte meg szociológiai doktori disszertációját (1999). 
1996-tól az ELTE Kulturális Antropológia Tanszékén és a Szociológiai Intézetben megbízott oktatóként dolgozott. Többször tartott kulturális antropológiai kurzusokat a kolozsvári Babeș–Bolyai Tudományegyetemen. 2000-től az MTA Etnikai-nemzeti Kisebbségkutató Intézetének tudományos főmunkatársaként folytatta kutatói munkáját. 2007-ben az Országgyűlés Nemzeti és Etnikai Kisebbségi Jogok Országgyűlési Biztosa Hivatalának, majd 2016-ig az Alapvető Jogok Biztosa Hivatalának nemzetiségi referense. Az MTA köztestületének tagja.

## Kutatási területei, munkái
Kutatási területe a magyarországi kisebbségek, különös tekintettel a magyarországi németekre; az etnikai és nemzeti identitás, az asszimiláció vs. etnikai túlélés, a kisebbségi nyelvhasználat, a kisebbségi nemzetiségi önkormányzatok.
Dunabogdányi kutatásában azt vizsgálta, hogy a svábul és magyarul is jól beszélő sváb közösségben milyen hatással van a nyelvváltás, a vallás és a hazaképzet az etnikai identitás alakulására. Kutatásának eredményeit foglalta össze a Kettős identitás – Etnikai és nemzeti azonosságtudat Dunabogdányban című kötet (2001). Ez a kötete "Wir, Schwaben, waren immer gute Ungarn" címen németül is megjelent (2006). A kisebbségi lét és a kisebbségi nyelvhasználat, az etnikai túlélés kérdéseit számos kistelepülésen (pl. Véménden, Sombereken, Csolnokon, stb.) vizsgálta; a többnemzetiségű Gyönkön vallások, etnikumok együttélését kutatta. Több magyarországi nemzetiségre kiterjedő OTKA-kutatást vezetett, ebből született a Változatok a kettős identitásra – Kisebbségi léthelyzetek és identitásalakzatok a magyarországi horvátok, németek, szerbek, szlovákok, szlovének körében című kötet. A magyarországi nemzetiségek történelmét, valamint a német, a roma, ruszin és a szlovén önkormányzatok működésének kutatási eredményeit a „Kisebbség, politika, kisebbségpolitika” című kötetben (2011) publikálta. 

## Főbb publikációi
Tanulmányai és könyvei magyar, angol, német nyelven jelentek meg.
- 1996 – Identitás kettős kötésben. Etnikai identitás és kulturális reprezentáció a dunabogdányi svábok körében; MTA PTI Etnoregionális Kutatóközpont, Bp., 1996 (MTA PTI Etnoregionális Kutatóközpont munkafüzetek)
- 1997 – Nyelvében él az etnikum? Identitás, nyelvi és kulturális reprezentáció egy magyarországi sváb faluban. Szociológiai Szemle, 2: 125-141.
- 1998 – No language, no ethnicity? Identity, Language and Cultural Representation among Hungarian Germans. Review of Sociology, 143-158.

- 2001 – Kettős identitás. Etnikai és nemzeti azonosságtudat Dunabogdányban. Budapest: Új Mandátum Kiadó/MTA Kisebbségkutató Intézet[2]
- 2002 – Die Rolle der Geschichte im Leben der Ungarndeutschen. Das Beispiel von Dunabogdány. In F. Glatz (Hrsg.) Die deutsche Sprache und die EU aus ungarischer Sicht. Budapest: Europa Institut. 177-191.
- 2004 – Mannheim Károly és a kulturális antropológiai gondolkodás. In A. Gergely A.- Dömötör B.-Kemény M. (szerk.) Motogoria. Tanulmányok Sárkány Mihály 60. születésnapjára. Budapest: MTA Politikai Tudományok Intézete/ELTE Kulturális Antropológia Szakcsoport. 6-13.
- 2004 – Hungarian Germans. Identity Questions: Past and Present. Ethnologia Balkanica. Journal for Southeast European Antrohopology. Academic Publishing House "Marin Drinov", Sofia/Waxmann Verlag, Münster, New York. 8: 115-128.
- 2004 – Határon innen – határon túl. In Kovács N.-Osvát A.-Szarka L. (szerk.) Tér és terep. Tanulmányok az etnicitás és az identitás témaköréből III. Budapest: Akadémiai Kiadó. 29-42.
- 2005 – "Wir Schwaben waren immer gute Ungarn" Ungarndeutsches Archiv. 8. Budapest: ELTE Germanistisches Institut.[3]
- 2006 – The techniques of political access for minorities: a critique of Hungarian policy reforms
- 2006 – A trobriandi krikettől az etnicitás társadalmi konfigurációjáig – kisebbségi identitások, adaptációs mechanizmusok Melanéziától a magyarországi németekig. Tanulmányok magyarul, németül, angolul, szlovákul. Budapest: MEK[4]
- 2006 – Sztereotipizáció az interetnikus kapcsolatokban. In Bakó B.-Papp R.-Szarka L. (szerk.) Mindennapi előítéletek. Társadalmi távolságok és etnikai sztereotípiák. Budapest: Balassi Kiadó. 9-35.
- 2007 – Változatok a kettős identitásra – Kisebbségi léthelyzetek és identitásalakzatok a magyarországi horvátok, németek, szerbek, szlovákok, szlovének körében. Budapest: Gondolat Kiadó – MTA Etnikai-nemzeti Kisebbségkutató Intézet.[5]
- 2007 – Die Leute von Véménd/Wemend. Alltag und Politik im Leben der Ungarndeutschen. In Haas, H/Hiebl, E. Politik vor Ort – Sinngebung in ländlichen und Kleinstädtischen Lebenswelten. Innsbruck-Wien-Bozen: StudienVerlag. 211-219.
- 2007. Sprache und Identität. Zweisprachigkeit und ihre Konsequenzen bei den Ungarndeutschen: Fallbeispeil Bogdan und Tscholnok. In M. Erb-E. Knipf-Komlósi (Hg.) Tradition und Innovation. Beiträge zu neueren ungarndeutschen Forschungen. Budapest: Eötvös-Loránd-Universität, Germanistisches Institut. 73-100.
- 2008 – Vallási együttélés – A „Katolicizmus és protestantizmus a magyarországi svábok körében” c. konferencia-előadás (Pécs, 2007. november 23-24.) szövege. In Kupa L. (szerk.) Vallás és etnikum Közép-Európában. Pécs: B&D Stúdió. 147-157.
- 2008 – Nemzetiségek egymást közt. Interetnikus kapcsolatok és sztereotipizációs folyamatok a leányvári németek és a piliscsévi szlovákok körében – esettanulmány. In Császár M.-Rosta G. (szerk.) Ami rejtve van s ami látható. Tanulmányok Gereben Ferenc 65. születésnapjára. Pázmány Társadalomtudomány 10. Budapest-Piliscsaba: Loisir Könyvkiadó Kft. 61-76.
- 2009 – Etnoním, családnév, keresztnév: névhasználat és névválasztás a magyarországi németeknél. In Farkas T.-Kozma I. (szerk.) A családnév-változtatások történetei időben, térben, társadalomban. Budapest: Gondolat Kiadó-Magyar Nyelvtudományi Társaság. 105-120.
- 2010 – Nemzetiségi politika Magyarországon Szent István korától a rendszerváltásig. In Gyulavári T-Kállai E. (szerk.) A jövevényektől az államalkotó tényezőkig. A nemzetiségi közösségi múlja és jelene Magyarországon. Budapest: Országgyűlési Biztos Hivatala, 10-48.[6]
- 2011 – Kisebbség, politika, kisebbségpolitika. Nemzeti és etnikai közösségek kisebbségi önkormányzati autonómiája Magyarországon. Budapest, Gondolat Kiadó[7]
- 2012 – Identitás és közösségi intézmények. Az informális családi és a formális politikai tér szerepe a roma identitás alakulásában. Társadalmi együttélés, 4. sz.[8]

## Elismerései
- 2002 – Polányi Károly-díj a Kettős identitás – Etnikai és nemzeti identitás Dunabogdányban c. kötetéért
- 2016 – Justitia Regnorum Fundamentum díj a kisebbségi jogok védelme területén elért eredményeiért.